# تايم (يونكس)
time أمر في أنظمة تشغيل يونكس. يستخدم لحساب وقت تشغيل أمر معين.

## الاستخدام
لاستخدام الأمر، أسبق أي أمر بالكلمة time كما في:
```
time
 
ls

```

عندما يكتمل الأمر، سوف يبلغ time عن الوقت الذي استغرقه تشغيل الأمر إل إس بناءً على وقت وحدة المعالجة المركزية للمستخدم ووقت وحدة المعالجة المركزية للنظام والوقت الحقيقي. قد تتغير هيئة المخرج من تغير إصدارات الأمر، وبعض النسخ تعطي مزيدًا من الإحصاءات كما في المثال التالي:
```
 
$
 
time
 
host
 
wikipedia.org

 
wikipedia.org
 
has
 
address
 
207
.142.131.235

 
0
.000u
 
0
.000s
 
0
:00.17
 
0
.0%
      
0
+0k
 
0
+0io
 
0pf+0w

 
$

```